# Паровий млин (Нова Чортория)
Паровий млин в селі Нова Чортория — унікальний зразок промислової архітектури кінця 19 ст. (датований 1870 р.), розташований у Любарському районі Житомирської області. Пам'ятка архітектури національного значення (реєстраційний номер 1103/3).

## Опис споруди
Граф Оржевський в XIX столітті був відомим підприємцем, який володів чималим статком. На Житомирщині він побудував декілька споруд, які сьогодні є пам'ятками архітектури і місцевими пам'ятками. Одним з них є паровий млин.
Споруда, побудована в 1870-х роках в с. Нова Чортория поруч з садибою Прушинських-Оржевських на березі річки Случ, — перший паровий млин, що з'явився на території сучасної Житомирської області. Кошти на будівництво будинку-велетня виділив граф Оржевський.
Паровий млин в Чорториї на рік переробляв до п'ятисот тисяч пудів зерна. До 1962 року млин приводили в рух ремінною передачею від парової турбіни.

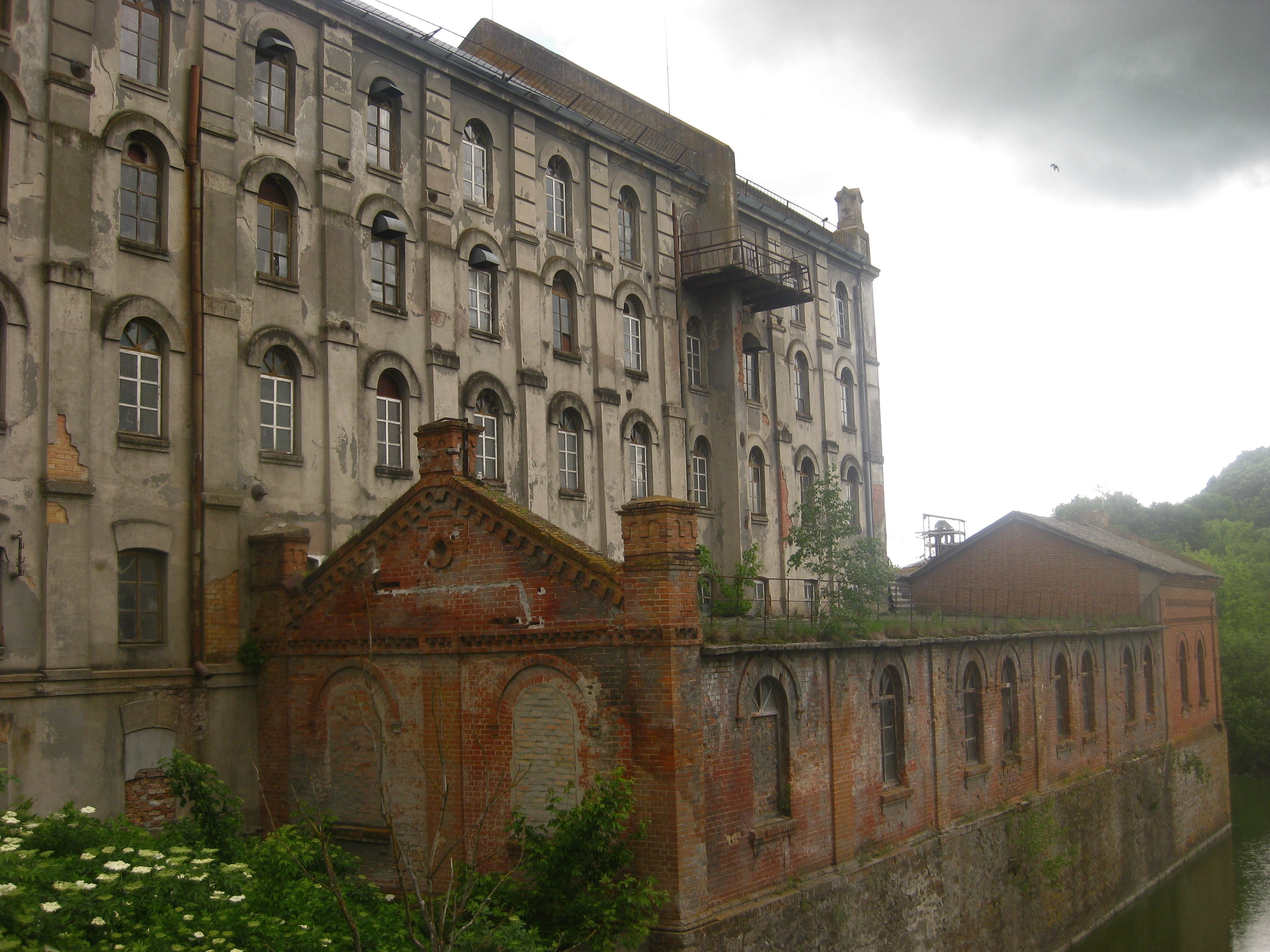
Паровий млин (мур.) с. Нова Чортория

Будівля прямокутна в плані, п'ятиповерхова з боку двору і семиповерхова з боку річки. Із заходу невеликим переходом млин з'єднується з двоповерховим корпусом, в якому розміщується склад готової продукції. Інтер'єр зберігся без змін, перекриття плоскі.
Потім споруда працювала як електростанція. Деякий час застаріла цегляна споруда була закрита. Зараз це Новочорторийський млинзавод.
Будівля відображає етап становлення промислової архітектури, трактованої раціонально відповідно до матеріалу, конструкції і призначенню будівлі.